# NGC 6873
NGC 6873 este o galaxie situată în constelația Săgeata. A fost descoperită în 1825 de către Vasili Iakovlevici Struve⁠(d).